# Ярошевський Михайло Григорович
Яроше́вський Миха́йло Григо́рович  (22 серпня 1915, Херсон — 22 березня 2001, Лос-Анджелес, Каліфорнія, США) — російський психолог та історик науки українського походження, доктор психологічних наук, професор, почесний академік Російської Академії Освіти, головний науковий співробітник Інституту історії природознавства і техніки Росіської Академії Наук. Сфери досліджень: історія науки (зокрема, психології), психолінгвістика, теорія і методологія психології, психологія творчості.

## Життєпис
Ярошевський Михайло Григорович народився 22 серпня 1915 року, у місті Херсон. Закінчив Ленінградський Державний Університет. Під час навчання в Ленінградському Державному Університеті був репресований, але після арешту Єжова звільнений.
У 1945 році під керівництвом Сергія Рубінштейна закінчив аспірантуру та захистив кандидатську дисертацію на тему «Вчення Потебні про мову і свідомість». З цього ж часу працював в секторі психології Інституту філософії Академії Наук Союзу Радянських Соціалістичних Республік. Викладав у Московському Державному Університеті, читаючи курс з історії психології. Під час кампанії боротьби з «космополітами» поїхав до Таджикистану.
З 1951 до 1964 рокиу організував і очолив кілька кафедр психології в педагогічних інститутах Таджицької Радянської Соціалістичної Республіки та лабораторію експериментальної психології в Таджицькому державному університеті.
З 1965 року працював в Інституті історії природознавства і техніки Академії Наук Союзу Радянських Соціалістичних Республік як завідувач сектором проблем наукової творчості. Був членом редколегій журналів «Питання історії природознавства і техніки» та «Психологічного журналу».
Учнями Михайла Ярошевського є ряд відомих сучасних російських психологів, зокрема, Тетяна Марцинковська та інші. Михайло Ярошевський є автором статті «Кібернетика — наука мракобісів», яка часто згадується в контексті ідеологічної кампанії проти кібернетики в Союзі Радянських Соціалістичних Республік.

## Основні ідеї
Михайло Ярошевський відомий насамперед як автор численних праць з історії та методології психології. Як найважливіший принцип, що визначає розвиток психології, він розглядає принцип детермінізму. У своїй праці «Історія психології» (1966) він простежує історію розвитку психологічного знання (від давньосхідної психологічної думки до сучасності) під кутом того, як змінювалося розуміння цього принципу. Історія психології розглядається Ярошевським як історія прогресу «детерміністичного знання».
У монографії «Психологія у двадцятому столітті» (1971) Ярошевський звернувся до дослідження стійких і незмінних компонентів наукового знання — наукових категорій, принципів і проблем. Аналізуючи основні напрями психології, він виділив основні категорії, які служать підґрунтям кожного напряму — образ, мотив, дія, відношення і особистість. У подальших роботах Ярошевський звернувся до вивчення соціальних аспектів розвитку наукового знання, запровадив поняття «опонентне коло» — коло «значущих інших», полеміка з якими регулює діяльність науковця. Розробив програмно-рольовий підхід до вивчення розвитку науки.

## Наукові праці
- Проблеми детермінізму в психофізіології дев'ятнадцятого сторіччя (1961);
- Історія психології (1966, декілька видань:1976,—перероблене,М.,"Мысль", 462с., 75тис.прим.,2-е вид.);
- Розвиток і сучасний стан зарубіжної психології;
- Сєченов і світова психологічна думка (1981);
- Психологія у двадцятому сторіччі;
- Краткий психологический словарь / Под общей редакцией Артура Владимировича Петровского и Михаила Григорьевича Ярошевского. — Москва : Издательство политической литературы, 1985. — 432 с. — 500 000 прим. (рос.)
- Репресована наука (1994);
- Основи теоретичної психології (1998);
- Психологія (2002);

## Статті
- Кібернетика — наука мракобісів // Літературна газета, 5 квітня 1952 року
- Психологія творчості і творчість у психології // Питання психології, 1985'6 с.14
- Л. С. Виготський: пошук принципів побудови загальної психології (до 90 річчя з дня народження) // Питання психології, 1986'6 с.95
- У школі Курта Левіна (З бесід з Б. В. Зейгарник) // Питання психології, 1988'3 с.172
- Л. С. Виготський — жертва «оптичного обману» // Питання психології, 1993'4 с.55
- Кілька штрихів до портрета С. В. Кравкова // Питання психології, 1993'5 с.94
- Сталінізм і долі радянської науки // Репресована наука. Л.: Наука, 1991 с. 6-33